# Monolepta cruciata
Monolepta cruciata is een keversoort uit de familie bladkevers (Chrysomelidae). De wetenschappelijke naam van de soort werd in 1849 gepubliceerd door Félix Édouard Guérin-Méneville.